# Amphimedon aitsuensis
Amphimedon aitsuensis es una especie de esponja del género Amphimedon, familia Niphatidae. Fue descrita por Hoshino en 1981. Se encuentra en el mar de la China Oriental.